# Abraliopsis lineata
Abraliopsis lineata är en bläckfiskart som först beskrevs av Goodrich 1896.  Abraliopsis lineata ingår i släktet Abraliopsis och familjen Enoploteuthidae. Inga underarter finns listade i Catalogue of Life.